# 新生代
| 累代        | 代     | 紀       | 世     | 期                   | 基底年代 Mya |
| ----------- | ------ | -------- | ------ | -------------------- | ------------ |
| 顕生代      | 新生代 | 第四紀   | 完新世 | メガラヤン           | 0.0042       |
| 顕生代      | 新生代 | 第四紀   | 完新世 | ノースグリッピアン   | 0.0082       |
| 顕生代      | 新生代 | 第四紀   | 完新世 | グリーンランディアン | 0.0117       |
| 顕生代      | 新生代 | 第四紀   | 更新世 | 後期更新世           | 0.129        |
| 顕生代      | 新生代 | 第四紀   | 更新世 | チバニアン           | 0.774        |
| 顕生代      | 新生代 | 第四紀   | 更新世 | カラブリアン         | 1.8          |
| 顕生代      | 新生代 | 第四紀   | 更新世 | ジェラシアン         | 2.58         |
| 顕生代      | 新生代 | 新第三紀 | 鮮新世 | ピアセンジアン       | 3.6          |
| 顕生代      | 新生代 | 新第三紀 | 鮮新世 | ザンクリアン         | 5.333        |
| 顕生代      | 新生代 | 新第三紀 | 中新世 | メッシニアン         | 7.246        |
| 顕生代      | 新生代 | 新第三紀 | 中新世 | トートニアン         | 11.63        |
| 顕生代      | 新生代 | 新第三紀 | 中新世 | サーラバリアン       | 13.82        |
| 顕生代      | 新生代 | 新第三紀 | 中新世 | ランギアン           | 15.97        |
| 顕生代      | 新生代 | 新第三紀 | 中新世 | バーディガリアン     | 20.44        |
| 顕生代      | 新生代 | 新第三紀 | 中新世 | アキタニアン         | 23.03        |
| 顕生代      | 新生代 | 古第三紀 | 漸新世 | チャッティアン       | 27.82        |
| 顕生代      | 新生代 | 古第三紀 | 漸新世 | ルペリアン           | 33.9         |
| 顕生代      | 新生代 | 古第三紀 | 始新世 | プリアボニアン       | 37.8         |
| 顕生代      | 新生代 | 古第三紀 | 始新世 | バートニアン         | 41.2         |
| 顕生代      | 新生代 | 古第三紀 | 始新世 | ルテシアン           | 47.8         |
| 顕生代      | 新生代 | 古第三紀 | 始新世 | ヤプレシアン         | 56           |
| 顕生代      | 新生代 | 古第三紀 | 暁新世 | サネティアン         | 59.2         |
| 顕生代      | 新生代 | 古第三紀 | 暁新世 | セランディアン       | 61.6         |
| 顕生代      | 新生代 | 古第三紀 | 暁新世 | ダニアン             | 66           |
| 顕生代      | 中生代 | 中生代   | 中生代 |                      | 251.902      |
| 顕生代      | 古生代 | 古生代   | 古生代 |                      | 541          |
| 原生代      | 原生代 | 原生代   | 原生代 |                      | 2500         |
| 太古代      | 太古代 | 太古代   | 太古代 |                      | 4000         |
| 冥王代      | 冥王代 | 冥王代   | 冥王代 |                      | 4600         |
| 1. 2. 3. 4. |        |          |        |                      |              |

新生代（しんせいだい、英語: Cenozoic era）は、約6,500万年前から現代までにあたる、古生代・中生代・新生代と分かれる地質時代の大きな区分の一つ。第四紀・新第三紀・古第三紀の3つの紀に区分される。
多くの場合は鳥類を除いた恐竜絶滅後を指す。陸上では非鳥類型恐竜が絶滅し、海中ではアンモナイトと海生爬虫類が絶滅した後、哺乳類が繁栄したことで特徴づけられる。
新第三紀と古第三紀を合わせた地質時代を、非公式な用語として第三紀と呼ぶことが許されている。

## 地球環境

中生代の初めに超大陸パンゲアが分裂して大西洋やインド洋が生まれ、現在の大陸分布になった。

古生代に存在した超大陸パンゲアは中生代に分裂し、各大陸は移動し始める。新生代が始まったときには、オーストラリアと南極大陸はひとつになって南半球にあり、ユーラシア、アフリカ、南アメリカ、北アメリカ、インドの各大陸は海を隔てていた。南アフリカから分かれて北上していたインド大陸は約4000万年前にアジア大陸に衝突、ヒマラヤ山脈やチベット高原の上昇が始まる。約3800万年前にオーストラリア大陸と南極大陸が完全に分離し、約2000万年前には南アメリカ大陸と南極大陸も離れて、南極大陸が完全に海で囲まれる。インド大陸はアジア大陸に衝突したあとも北上を続けアジア大陸の内部に約2000kmも突入したため、衝突地点のヒマラヤ山地や背後のチベット高原は、その下にもぐりこまれたインド大陸に押し上げられ隆起した。隆起しつつあるヒマラヤ山脈では高山に対する激しい浸食による岩石の風化が継続している。約350万年前に南北アメリカ大陸の間にパナマ地峡ができて、大西洋と太平洋が分離された。

## 気候と生物の進化
中生代の地球環境は温暖であったが、新生代に入ると地球は徐々に寒冷化してゆき古第三紀の漸新世以後は南極大陸に氷床が発達し第四紀氷河時代に入る。動物は、新生代の始まりであるK-T境界を境に中生代に栄えた大型爬虫類の多くが絶滅し、地上は哺乳類と鳥類の適応分散が始まった。植物では中生代白亜紀に生まれた被子植物が全世界に広がっていった。

### 古第三紀の気候と生物
古第三紀は約6500万年前から約2300万年前までの時代で、暁新世、始新世、漸新世からなる。気候は温暖であった白亜紀半ば以後徐々に低温化していったが、約3400万年前の始新世と漸新世の境界時代に南極大陸に巨大な氷床が形成された。これ以後が現在も続いている新生代後期氷河時代である。
K-T境界の事件で、中生代に地上・海中・空中に繁栄していた恐竜などの大型爬虫類は、ワニ類を除いてほとんどいなくなった。新生代は哺乳類と鳥類の適応放散が起こった。古第三紀が始まったときの哺乳類は、ほとんどが草食や昆虫食で大きさもネズミほどのものが多く最大のものでもネコ程度であったが、爬虫類がいなくなった地上に適応し体も大きくなってゆく。哺乳類は暁新世から始新世にかけて第一次適応放散の後、漸新世で2度目の適応放散を行う。現在見られる哺乳類の多様性は漸新世から始まった。すなわち現代型のクジラ、齧歯類のリス・ネズミ、長鼻類のゾウ、霊長類の真猿類（いわゆるサル）、奇蹄類のウマやサイ、偶蹄類のイノシシやラクダ、食肉類のサーベルタイガーやクマなどが漸新世に現れた。なお 新生代初めオーストラリア大陸は南極大陸（南極大陸が南米とも繋がっていたが）とのみ繋がっており、他の大陸とは海を隔てていたため、これらの哺乳類（真獣類）とは系統が異なる単孔類や有袋類が適応放散していた。オーストラリア大陸の生物の特殊性は人類がオーストラリアに渡るまで継続した。同じように他の大陸と離れていた南アメリカには北米と繋がるまで一部の真獣類と有袋類が繁栄した。
暁新世末の約5500万年前に突発的な温暖化が起こり、海洋の中層から低層に生息していた有孔虫の35-50%が絶滅した。この時海洋深層水の温度は5-7℃、気温は6-8℃上昇し5万年から10万年かけて元に戻った。原因として当時の海底に大量に存在していたメタンハイドレートが融解し、数千年の間に炭素量換算1500ギガトンのメタンガスが大気中に放出され、メタンによる温室効果と その後メタンが酸化されてできる二酸化炭素による温室効果が想定されている。またこの時メタンが放出されたとされる地形が北大西洋のノルウェー沖で見つかって2004年に発表されている。1500ギガトンという温室効果ガスの量は、産業革命以来人類が発生させてきた二酸化炭素量と今後発生させると予想される二酸化炭素量の合計に匹敵するとされている。

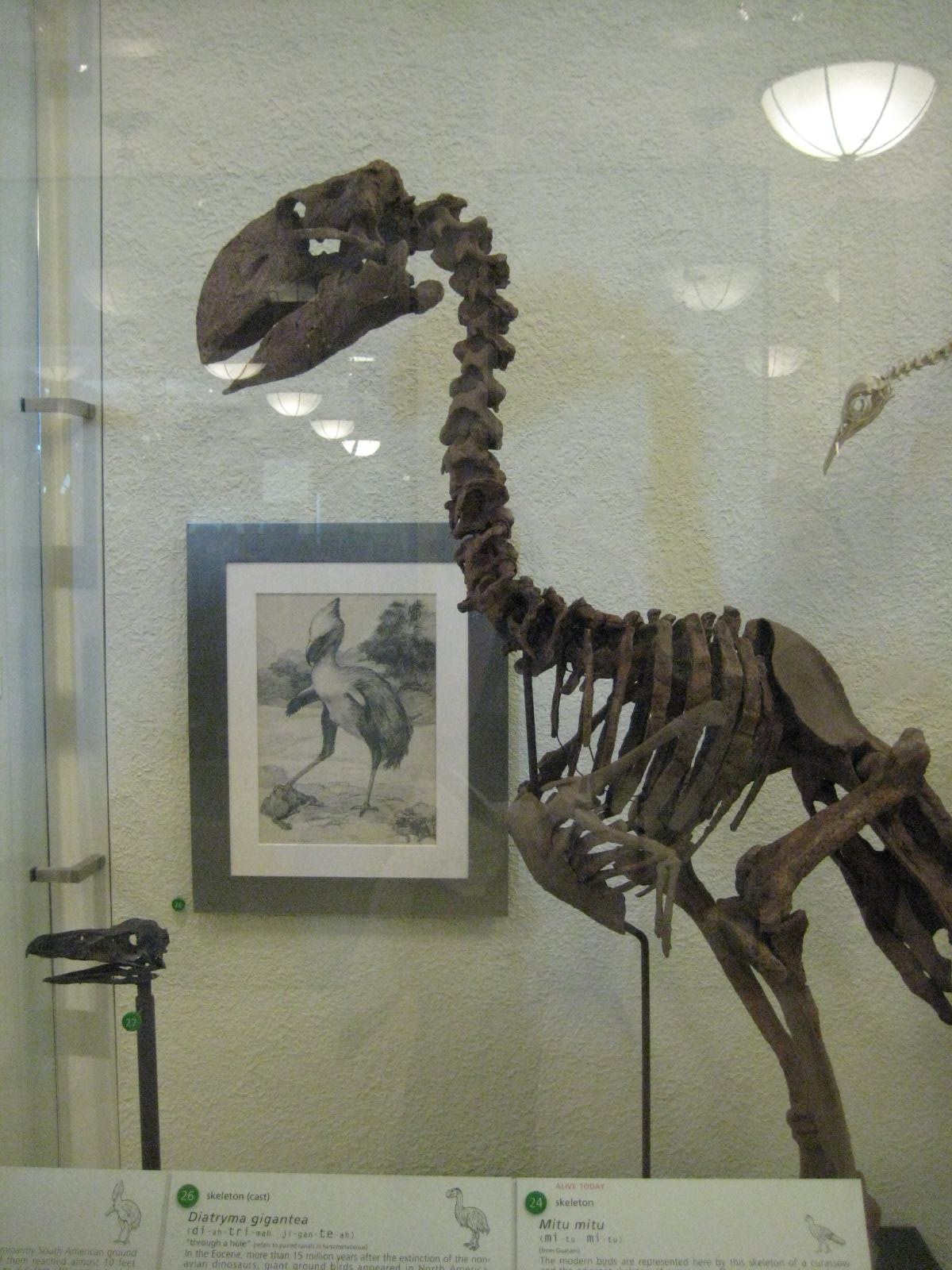
古第三紀暁新世の巨大な地上生鳥類ガストルニス。植物食性と推測されている。
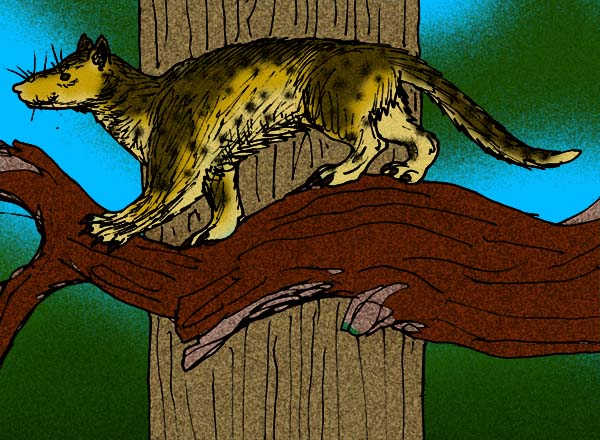
肉食のミアキス、 体長30cm。現在の食肉類の祖先と考えられている。
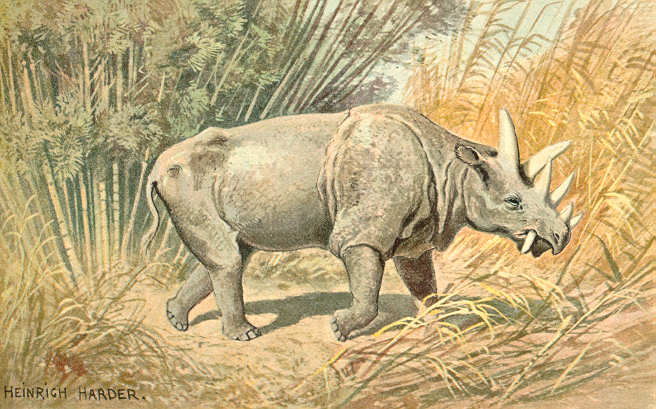
古第三紀中期（始新世）の原始的な草食哺乳類（恐角目）ウインタテリウム、体長3-3.5mあったが脳は小さかった。
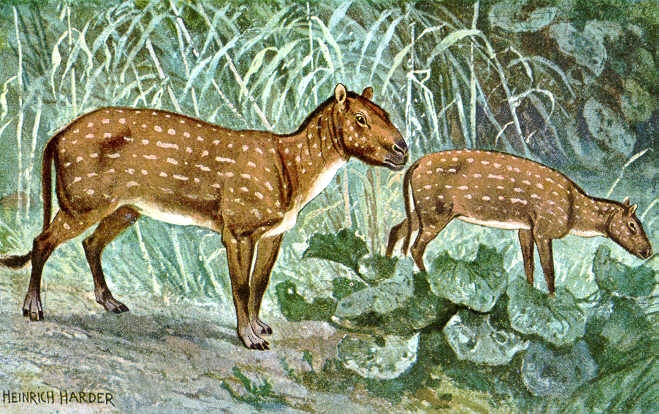
始新世のエオヒップス、ウマの祖先で全長50cm。
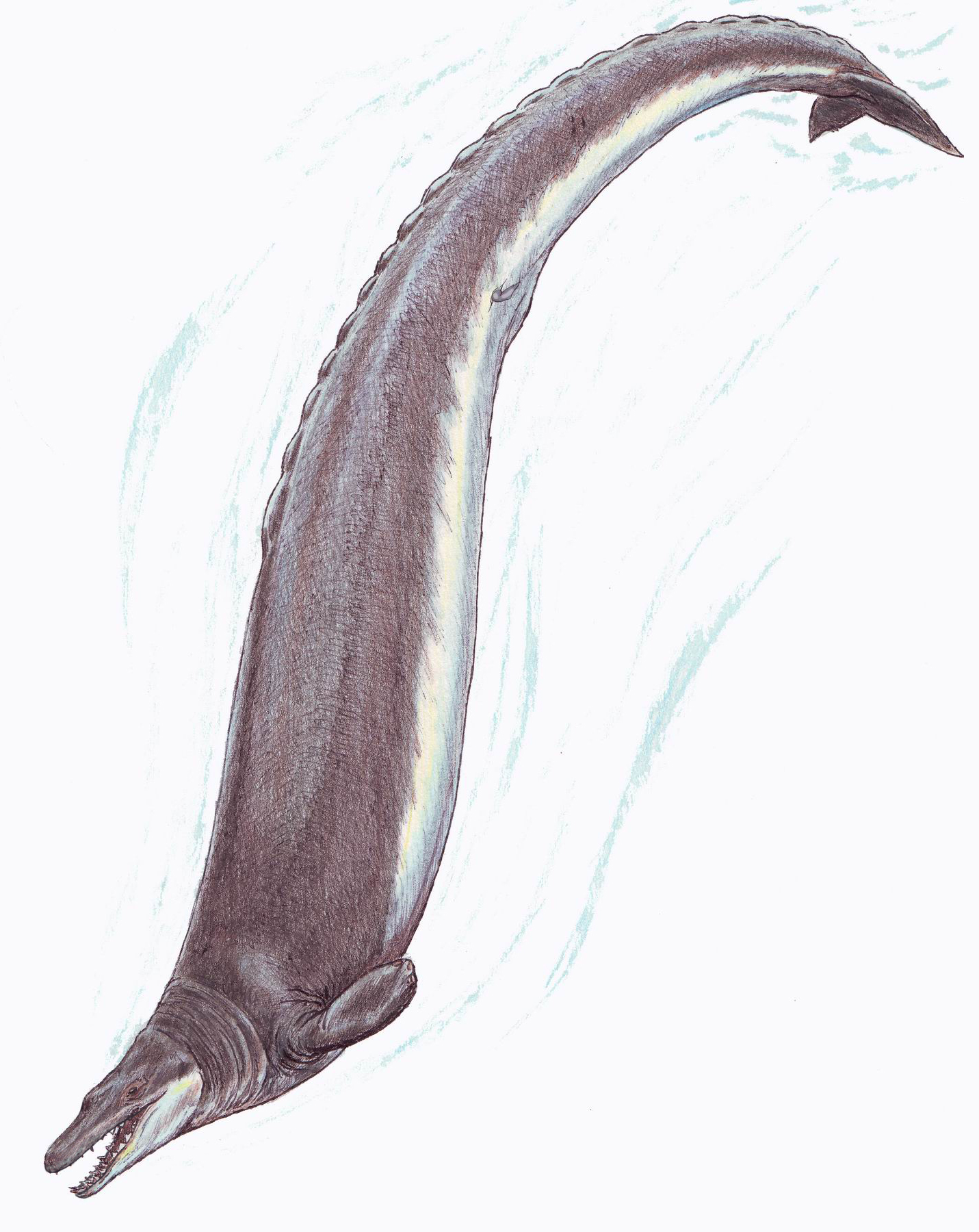
始新世の原クジラ亜目の バシロサウルス 全長15m以上 体は現在のクジラよりも細長い。
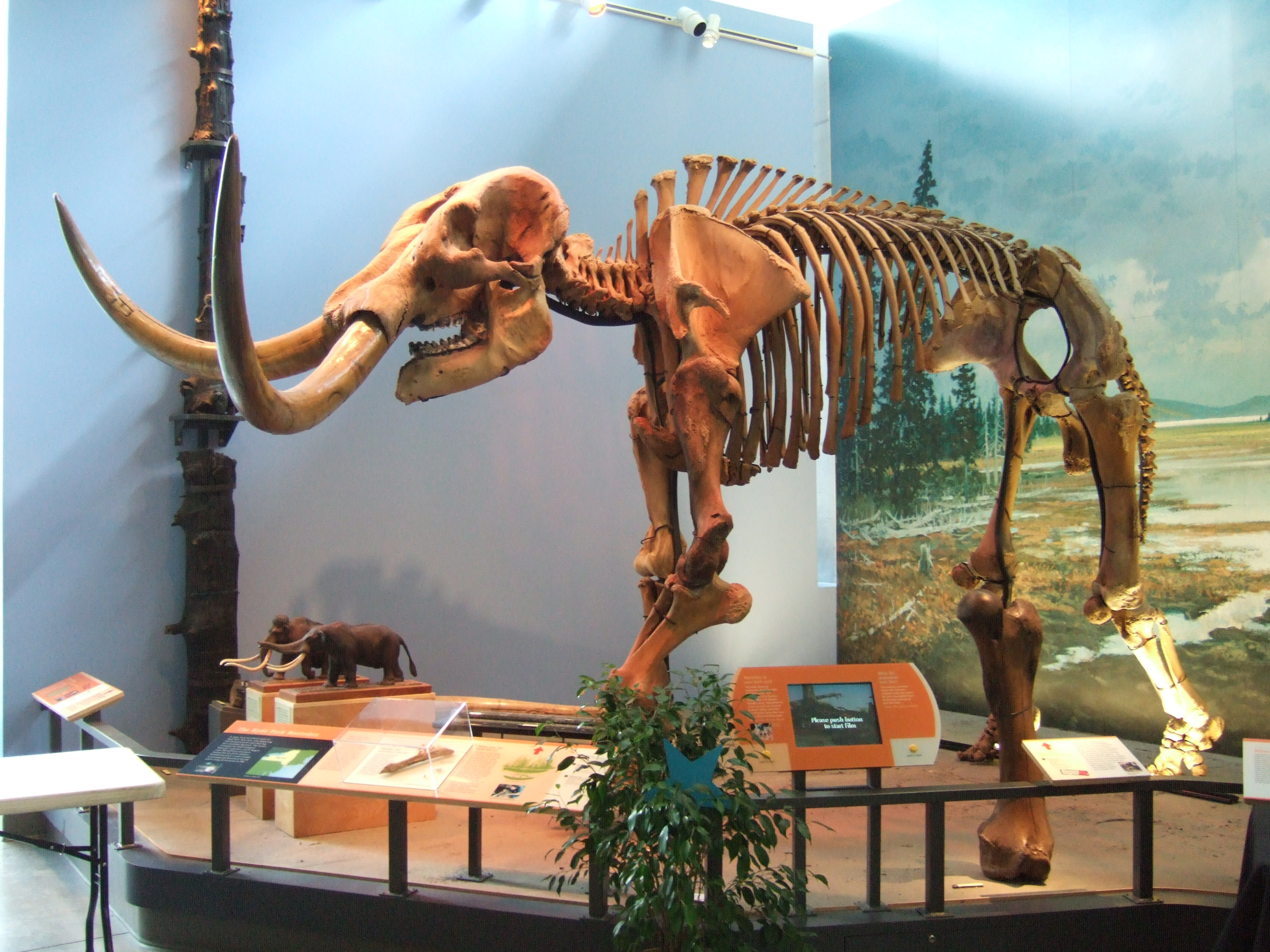
ゾウの祖先のマストドン、長鼻類は漸新世に現在のゾウに近い体型になった。

### 新第三紀の気候と生物

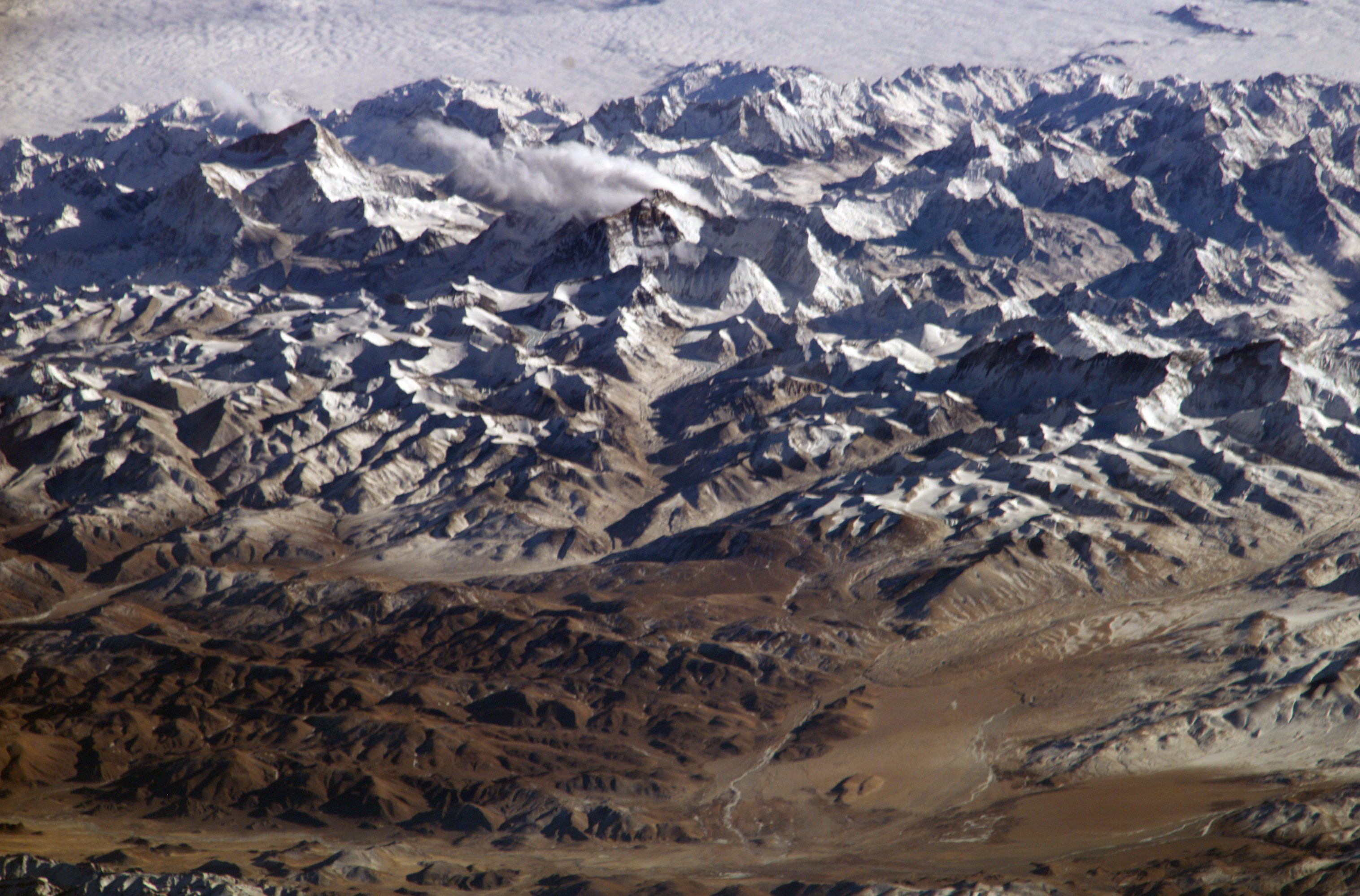
チベット高原上空の国際宇宙ステーションから見たヒマラヤ山脈

新第三紀は約2300万年前に始まったが、次の第四紀との境界は議論が多く、現在のところ約258万8千年前までとされている。新第三紀には中新世と鮮新世がふくまれる。古第三紀に隆起し始めたアルプス山脈やヒマラヤ山脈が新第三紀には高山となった。特に雨量の多いヒマラヤ山脈では激しい浸食が起こって大量のカルシウム塩が海に供給され、このカルシウム塩が効果的に二酸化炭素を吸収したため大気中の二酸化炭素量が史上最低のレベルまで低下した。前時代の漸新世に南極に氷床ができたが、約1200万年前から更に寒冷化が進行し約350万年前には北半球にも氷冠が形成された。
新第三紀の前半の中新世には、現代の哺乳類のほぼすべてのグループが出現した。また種の数や個体数も現在よりも多かったとみなされている。海中ではクジラ類からイルカ類が生まれ、樹上生活の真猿類の中から類人猿が現れた。偶蹄類の適応放散が進みイノシシ、ラクダ、シカ、ウシ、キリンがオーストラリアと南アメリカを除く世界中に広がった。長鼻類のマストドンも現在のゾウの分布よりはるかに広い範囲に生息した。食肉類はイヌ、ネコ、イタチ、クマがそろった他、アシカ、アザラシ、セイウチなどが生まれた。この真獣類の繁栄は新第三紀後半の鮮新世にも続き、ほぼ現在見られる動物と同じタイプの生物がそろった。約350万年前にパナマ地峡ができて、それまで他の大陸から離れていた南アメリカ大陸と北アメリカ大陸がつながった。それまで南アメリカで繁栄していた有袋類はオポッサムを例外として北アメリカからやってきた真獣類との生存競争に負けて姿を消していった。
植物界では約700万年前に新しい光合成システムを持つ植物が現れた。光合成はシアノバクテリア以来カルビン回路と呼ばれる合成方法が唯一のものであったが、低濃度の二酸化炭素を効率よく利用できるC4型光合成を有するトウモロコシやサトウキビが生まれた。

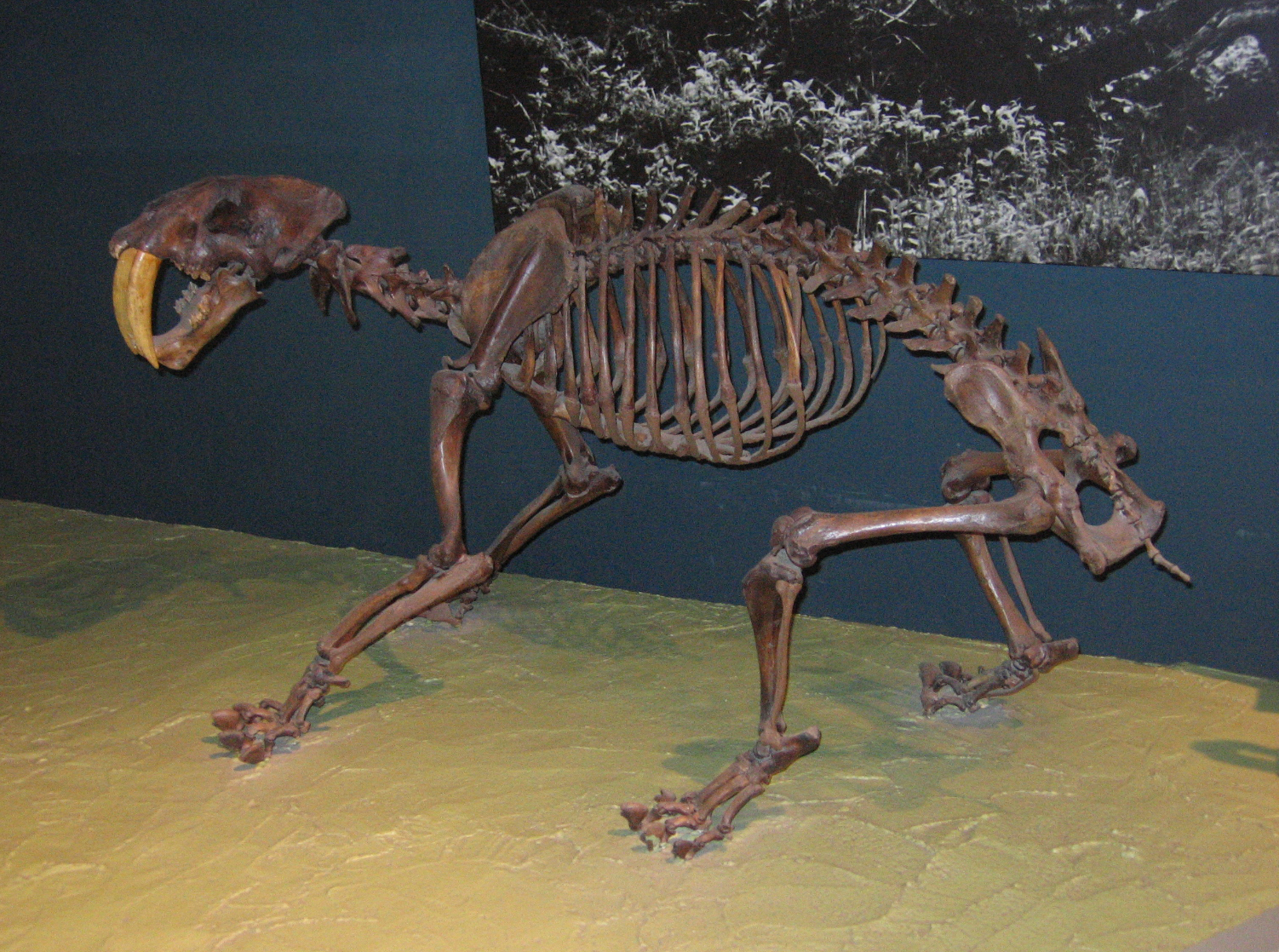
食肉類のサーベルタイガースミロドン、体長約2m
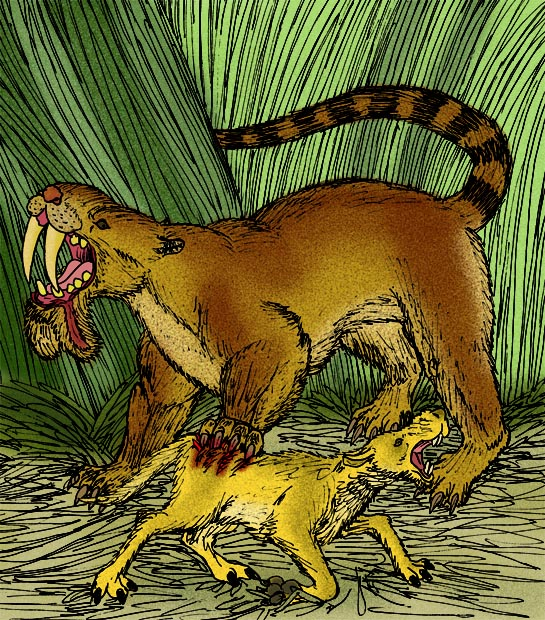
南アメリカに生息していた有袋類のティラコスミルス、体長1.2-1.7m
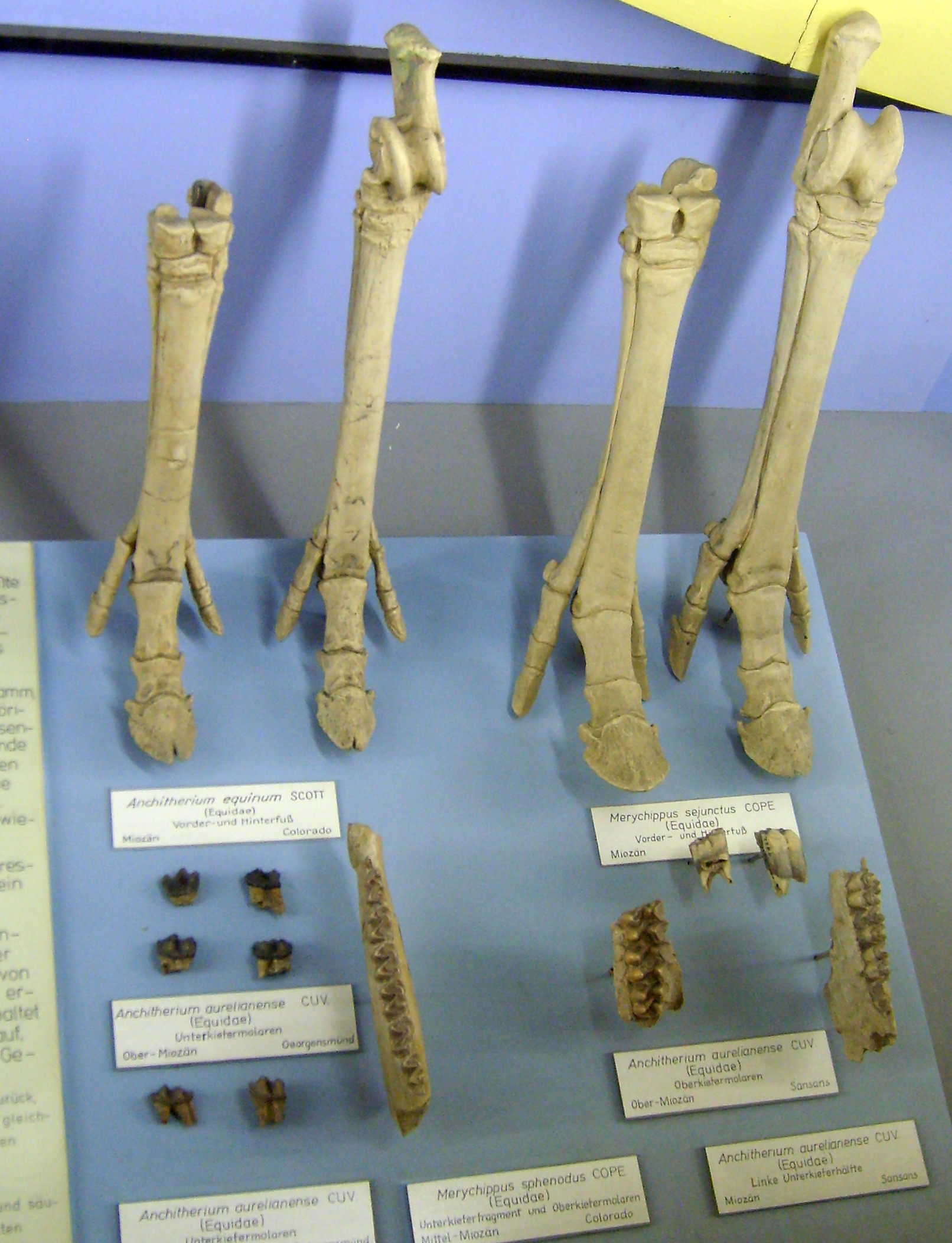
中新世のウマw:Anchitheriumの足と蹄、指の数が3本から1本に減ってゆく状況がわかる。
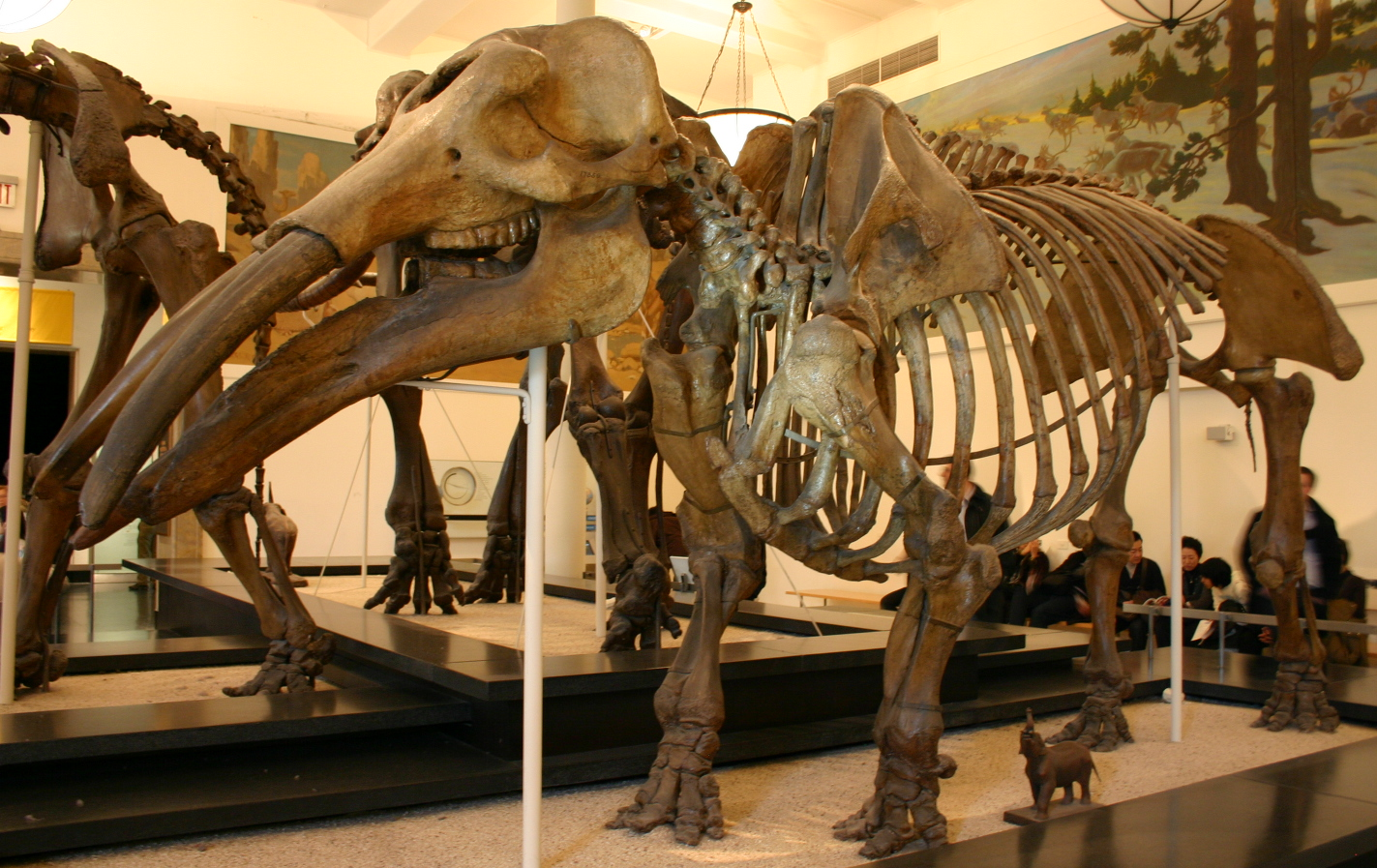
中新世の長鼻類ゴンフォテリウム、上顎と下顎の両方に牙があった。化石はアジア・アフリカ・ヨーロッパ・北アメリカから見つかっている[27]。

### 第四紀の気候と生物

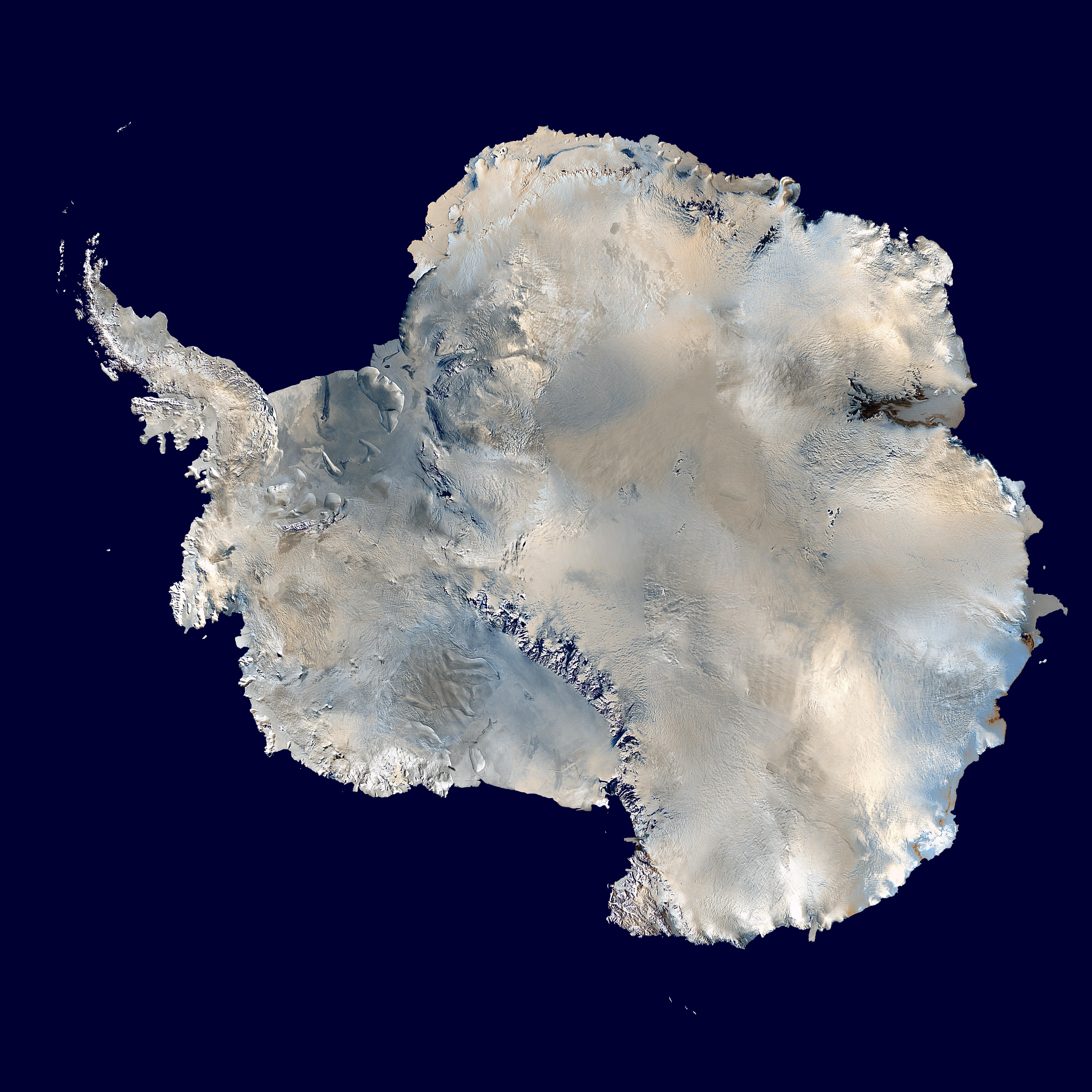
現在が氷河時代である証拠、南極大陸の氷床。NASAの衛星写真より合成

第四紀は約258万8千年前から現在までの期間。第四紀には更新世と完新世が含まれる。第四紀を通じて南極大陸に氷河が存在し続けているため、第四紀は「氷河時代」である。第四紀は北米やヨーロッパの大部分が氷床に覆われる寒冷な「氷期」と、現在のように比較的温暖な「間氷期」が交互に訪れ、非常に短期間に大きな環境変化が繰り返し起こった時期である。最も新しい氷期の最盛期は約1万8000年前であり、平均気温は今より6-7℃低かった。第四紀の氷期と間氷期の推移の周期性を調査したところ、地球の公転軌道の離心率の変化（10万年周期）、自転軸の傾きの変化（4万年周期）、更に自転軸の歳差運動（2.3万年ないし1,8万年周期）と一致することがわかった。これらの変化によって北緯55°から北緯65°の地域における夏の日射量が減ったことが氷期が始まるきっかけとなっている。この氷期と間氷期の周期性はこれを数学的計算によって予言した科学者にちなんでミランコビッチ・サイクルと呼ばれている。
第四紀は人類の時代とされる。人類は樹上生活していた霊長類のうち、アフリカに住んでいた類人猿から派生した。約440万年前のエジプトの地層から類人猿と分かれて直立二足歩行したラミダス猿人の化石が日本の調査隊によって1992-1993年に発掘され、その後ラミダス猿人の亜種は約580万年前までさかのぼることが判明した。ラミダス猿人の次にアウストラロピテクス（アファール猿人）が登場する。アウストラロピテクスの化石はエチオピアや南アフリカの約250万年前-350万年前の地層から見つかっているが、骨格化石や足跡の化石から確実に二足歩行していたことが確認された。歩行から開放されたアウストラロピテクスの手は物をつかんだりする以外に、石を加工して石器を作ることができるようになった。アファール猿人から2種の猿人が派生した。硬い植物を食べるために頑丈な顎を発達させた猿人と、肉食による動物性タンパク質の摂取によって脳を発達させ、石器を活用した猿人である。前者は約100万年前にすべて絶滅してしまい、後者の系統のホモ・ハビリス（脳容積は600mlあって、チンパンジーの300-400mlよりはるかに大きい）が現在の人類に続いている。次のホモ・エレクトスは脳容積を850mlに増やし、生存場所もインドネシア（ジャワ原人約20-100万年前）や中国（北京原人約35-50万年前）に拡大した。ヨーロッパでは少し遅れて約3万-25万年前の地層からネアンデルタール人が見つかっている。現生人類のホモ・サピエンスは、ミトコンドリアDNA分析の結果から約20万年前のアフリカで生まれたとされる。ホモ・サピエンスは厳しい氷期の気候にも適応して、世界各地に生存領域を広げていった。ホモ・サピエンスは約10万年前にアフリカを出て中東に達し、北のヨーロッパへ向かったグループと、東に向かったグループに分かれた。東に向かったグループは南アジアを進み、インドネシアの島嶼伝いにオーストラリアに達し（約5-6万年前）有袋類のみの世界であったオーストラリアを改変した。インドから東へ向かったグループは中国を経由してシベリアには約2.5-3.5万年前に到達、更に氷河に覆われたベーリング海峡を渡って約1万2千年前には北アメリカに到達した。
集団で効率的に狩りをするホモ・サピエンスは地上で最強の狩猟者であり、多くの動物を狩猟の対象とした。多くの大型動物が約1万年前に絶滅したが、丁度氷期から間氷期に移行する時期に相当し、気温の変化により植生が変わって食物等がなくなって絶滅した種もあるが、人類によって滅ぼされた種もあると見られている。最近数百年間でもドードーやステラーカイギュウなどのように人類によって短期間に狩りつくされた種がある。
第四紀の哺乳類全体の傾向として、新第三紀に比べて種や個体数が減少したことがあげられる。長鼻目は一時オーストラリアを除く全世界に分布したが現在はインドとアフリカに2種を残すのみ、奇蹄類のサイも現生種は5種、同じく奇蹄類のウマ類も種数を大幅に減らした。

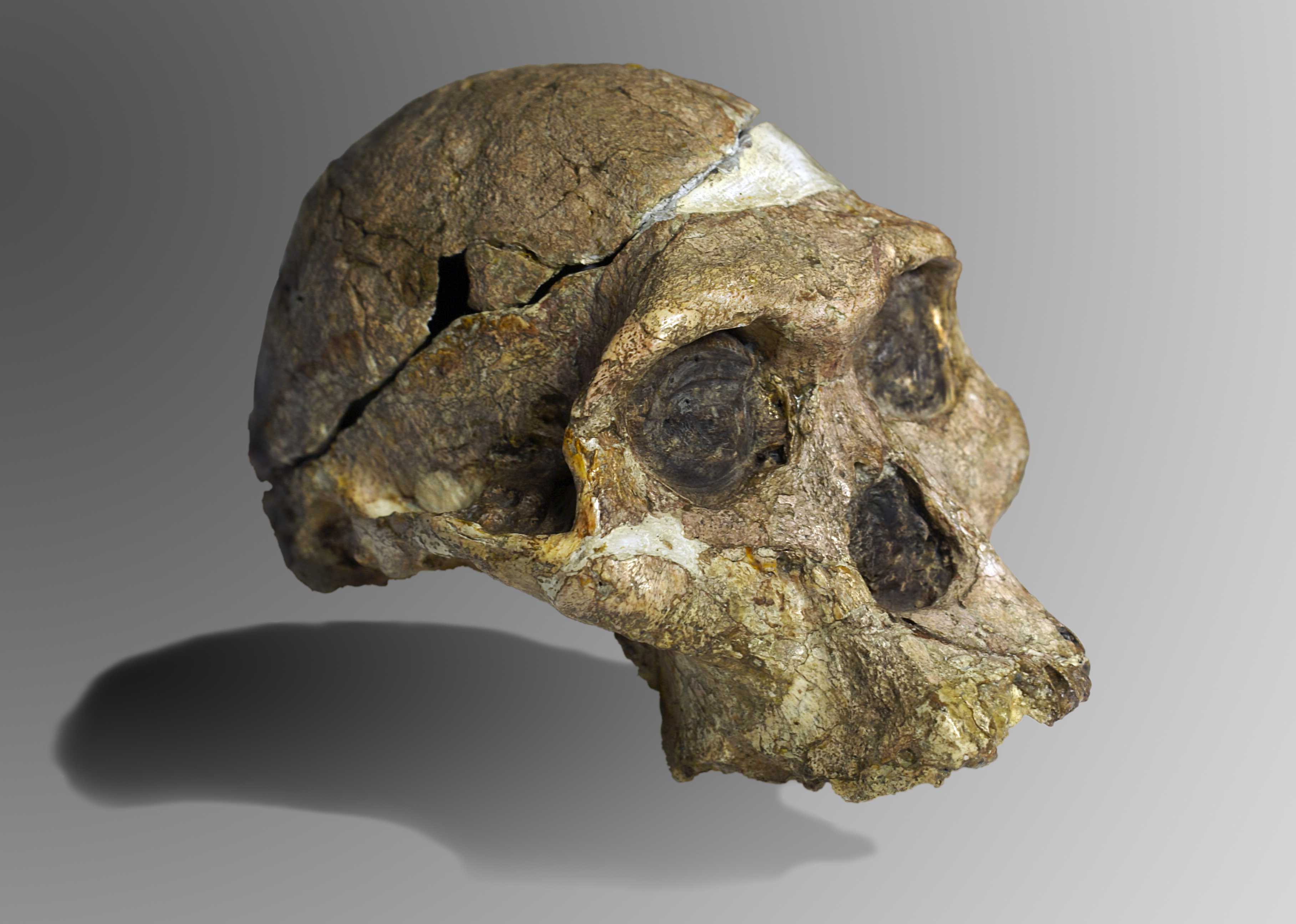
南アフリカで見つかった「ミセスPles」と名づけられたアウストラロピテクスの頭骨。
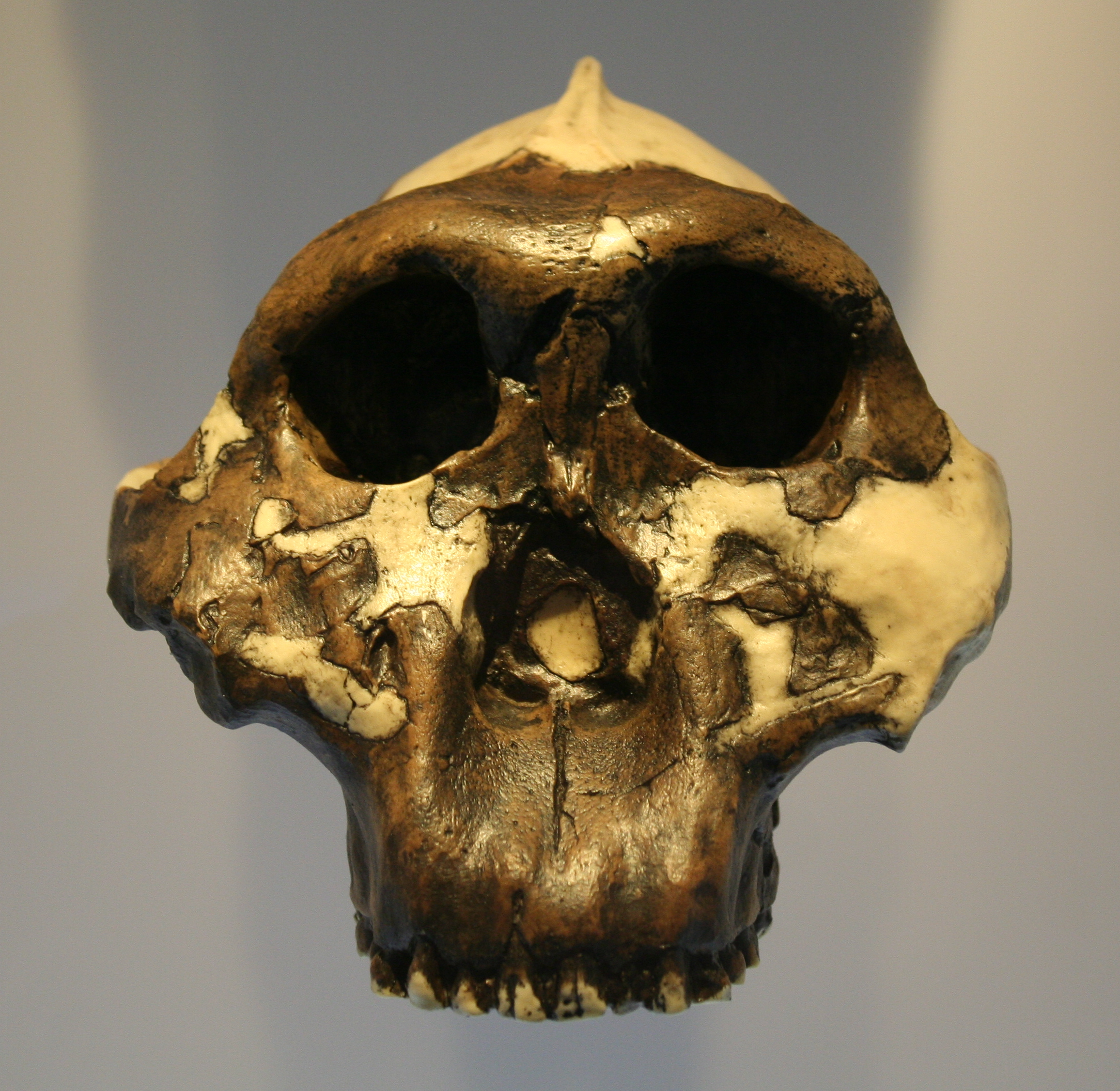
人類の派生種パラントロプス、アウストラロピテクスと同時代で、体格はやや大きく頑丈な顎を有していたが、次世代に子孫を残せなかった。
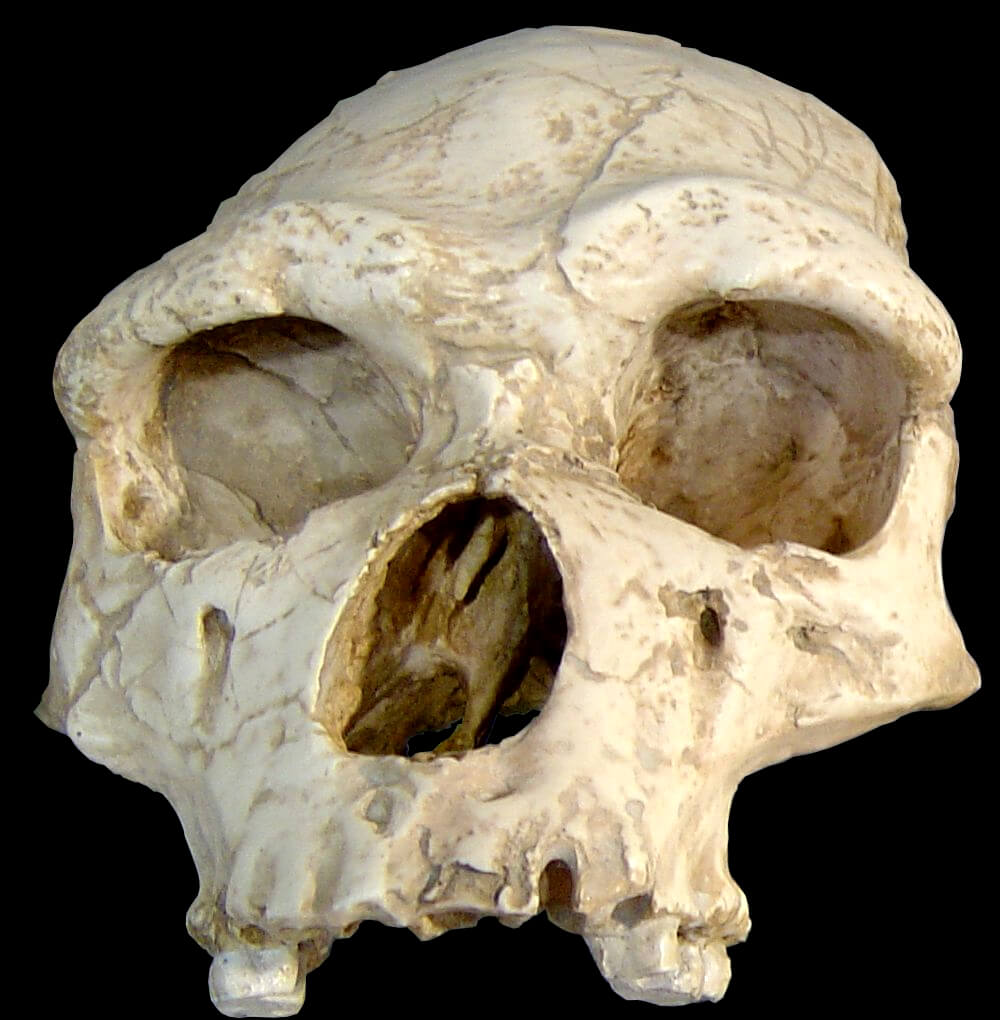
ホモ・エレクトスの頭骨、発見時はジャワ原人（ピテカントロプス）とも呼ばれていた。
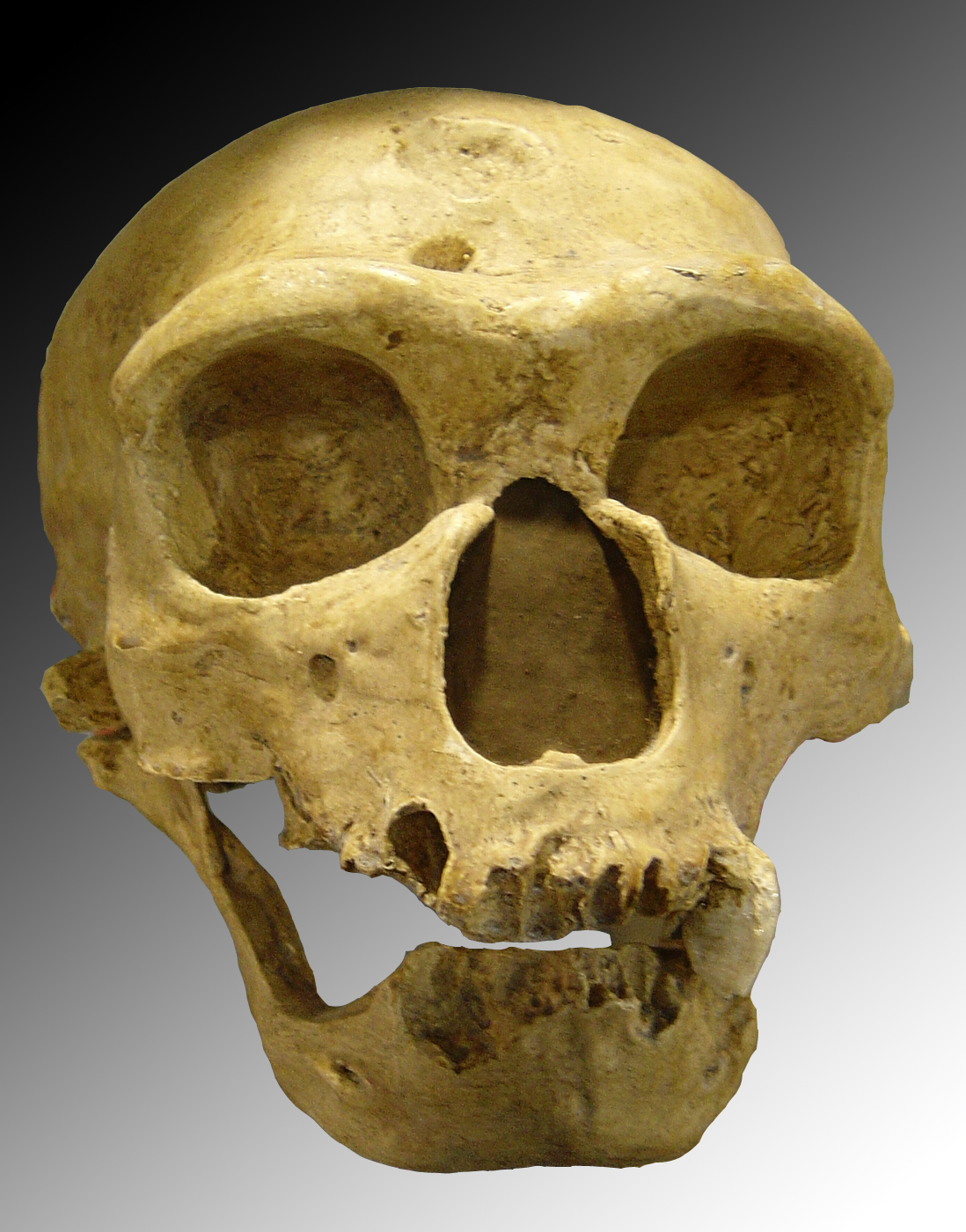
ネアンデルタール人の頭骨。
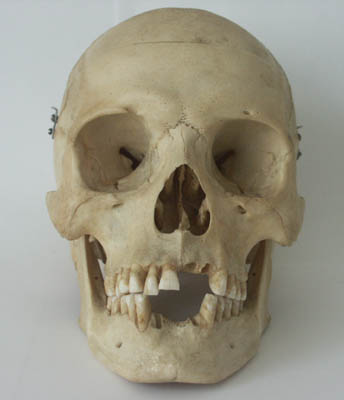
現生人類ヒトの頭骨
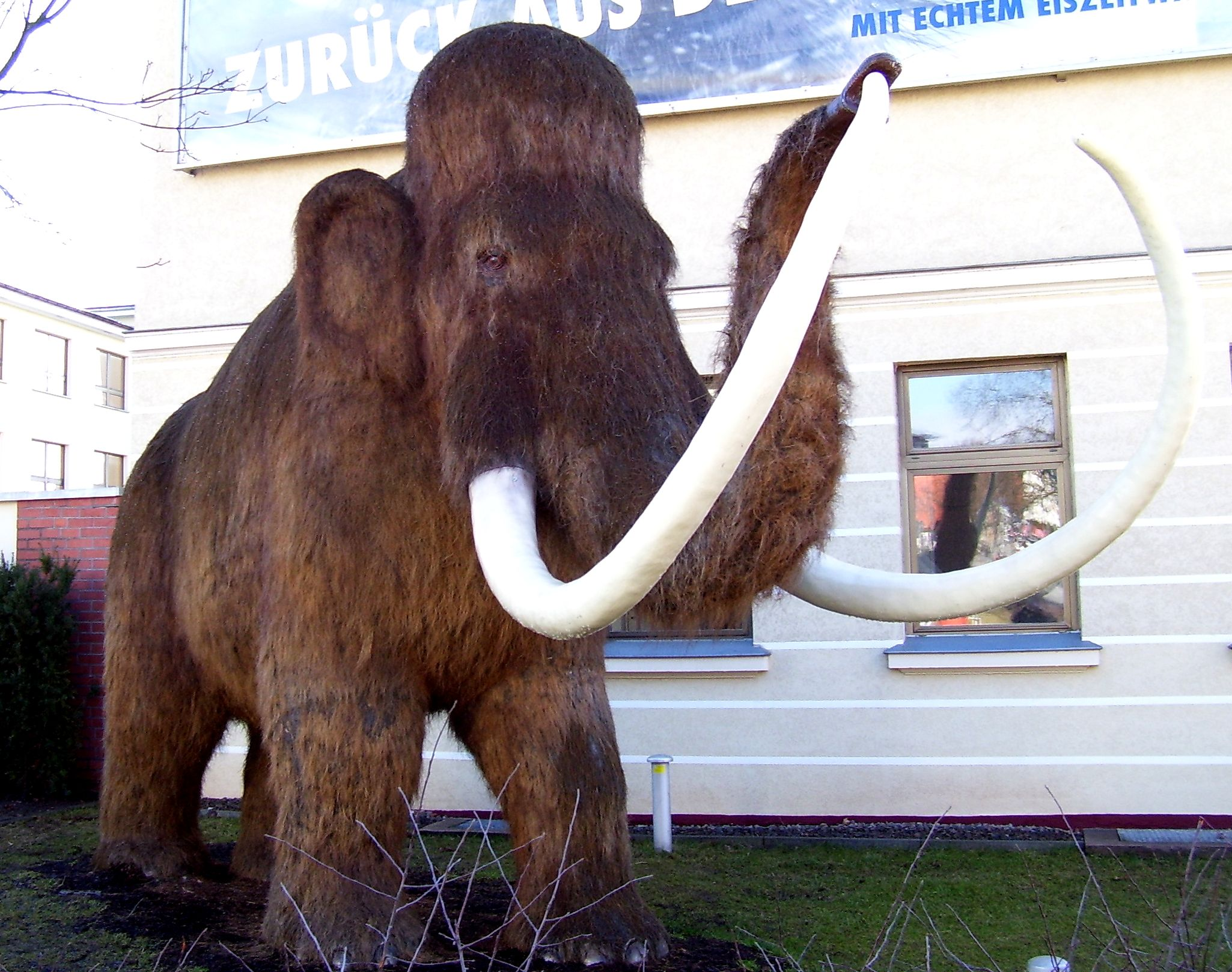
マンモスの復元模型、マンモスを初めとする多くの大型哺乳類が約1万年前に絶滅した。
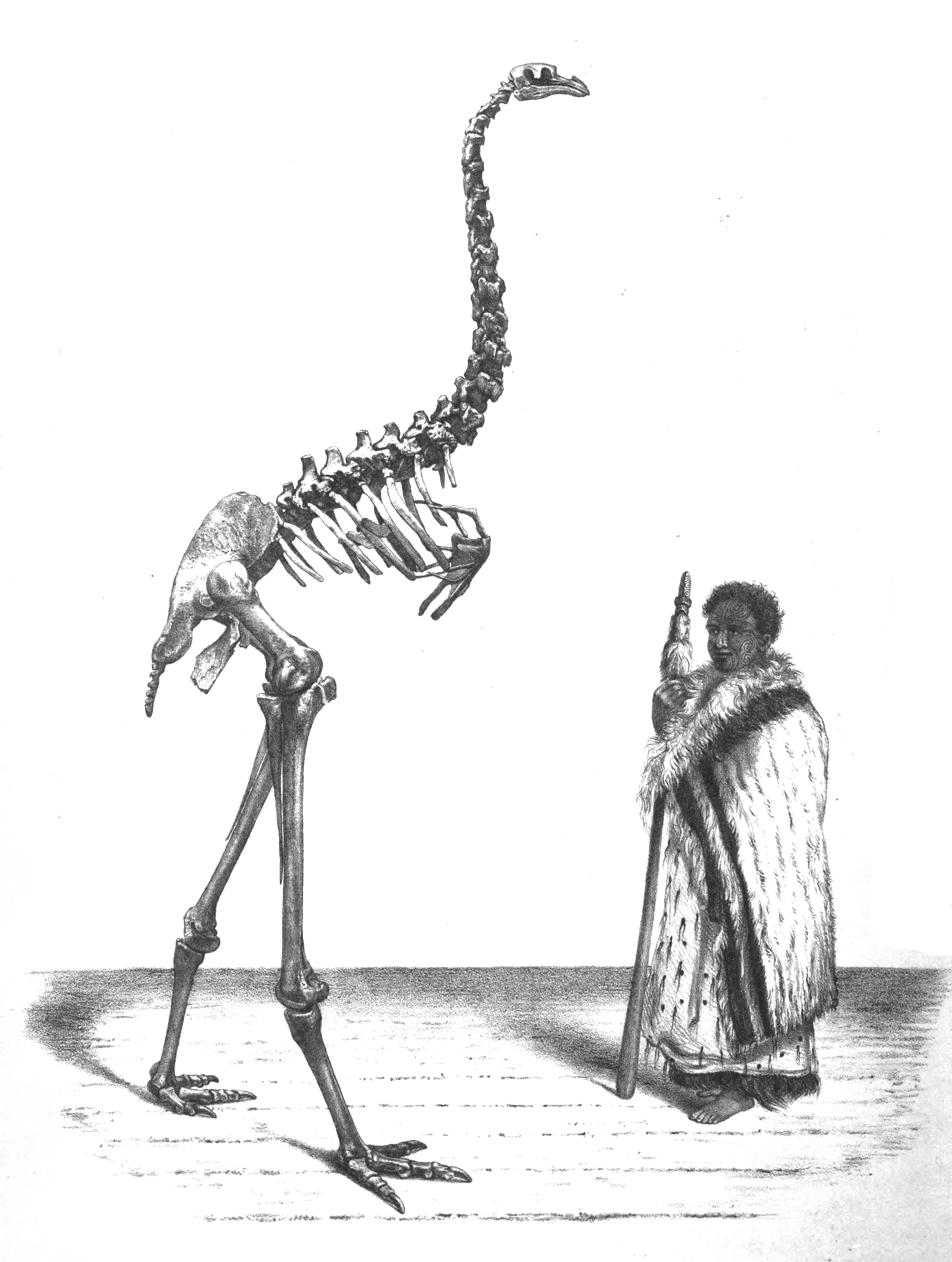
ニュージーランドに住んでいた巨鳥モア 体長3m以上に達したが、移住してきたマオリ族によって滅ぼされた。

## 第四紀の区分定義決定までの議論
長い間、第四紀の定義は確定しておらず、議論の的となっていた。国際地質科学連合（IUGS）による改訂作業が進行する中、地質科学関連学協会連合（日本地質学会など日本における関連学会の連合体）では、1989年に発表された次のものを、正式のものとして当面これを使用すべしとしていた。
| 代     | 紀       | 世     | 非公式用語 |
| ------ | -------- | ------ | ---------- |
| 新生代 | 第四紀   | 完新世 |            |
| 新生代 | 第四紀   | 更新世 |            |
| 新生代 | 新第三紀 | 鮮新世 | 第三紀     |
| 新生代 | 新第三紀 | 中新世 | 第三紀     |
| 新生代 | 古第三紀 | 漸新世 | 第三紀     |
| 新生代 | 古第三紀 | 始新世 | 第三紀     |
| 新生代 | 古第三紀 | 暁新世 | 第三紀     |

### 第四紀の範囲の問題
その一方で、第四紀の専門家の間では、当時、鮮新世の最後期とされていたジェラシアンを第四紀に含め、第四紀の始まりを258万年前のピアセンジアン・ジェラシアン（Piacenzian-Gelassian）境界とするのが一般的となっていた。氷河時代がこのころ始まっているなど、第四紀を特徴付ける気候変動が起こっているからである。
第四紀の専門家以外（特に第三紀の専門家）は、公式の区分どおり、ジェラシアンを第三紀に含めることが多い。この不一致を解消するため、時代区分の改訂作業が進められた。

#### 2004年の提案
2004年、IUGSは新しい改訂作業を開始し、第四紀を廃止し、新生代を新第三紀・古第三紀の2つの紀に分けた時代区分を発表した。ただしこの区分は、同年の万国地質学会（IGC）では批准されなかった。
新しい新第三紀は、第四紀に含まれていた時代を含む。そのため、新第三紀という訳語はまぎらわしく、新第三紀・古第三紀の新しい訳語を作るべきだという意見も多いが、定訳はまだ無い。カタカナでネオジン、パレオジンと書かれることもある。
| 代     | 紀       | 世     | 以前の紀（参考） |
| ------ | -------- | ------ | ---------------- |
| 新生代 | 新第三紀 | 完新世 | 第四紀           |
| 新生代 | 新第三紀 | 更新世 | 第四紀           |
| 新生代 | 新第三紀 | 鮮新世 | 新第三紀         |
| 新生代 | 新第三紀 | 中新世 | 新第三紀         |
| 新生代 | 古第三紀 | 漸新世 | 古第三紀         |
| 新生代 | 古第三紀 | 始新世 | 古第三紀         |
| 新生代 | 古第三紀 | 暁新世 | 古第三紀         |

#### 2005年の提案
2004年の改定案に対して、国際第四紀学連合（INQUA）などから反対が起こったため、IUGSの下部組織である国際層序委員会（ICS）の第四紀層序小委員会（ICS-SQS）とINQUAからなる合同チームで調整が図られ、2005年に新しい提案がなされた。
新生代を新第三紀・古第三紀に分けることはIUGSの提案と同じである。しかし、第三紀・第四紀は新生代を（新第三紀・古第三紀とは別の境界で）2つに区分する亜代とされた。新しい第三紀と第四紀の境界は、従来の新第三紀と第四紀の境界だった181万年前の鮮新世・更新世境界から、258万年前の鮮新世ピアセンツィアン・ジェラシアン境界に移動させられた。これは、第四紀の研究者の間では258万年前を第四紀の始まりとすることが多いことを反映させたものである。
| 代     | 亜代                  | 紀       | 世     | 期（一部）   | 以前の紀（参考） |
| ------ | --------------------- | -------- | ------ | ------------ | ---------------- |
| 新生代 | 第四紀                | 新第三紀 | 完新世 | 略           | 第四紀           |
| 新生代 | 第四紀                | 新第三紀 | 更新世 | 略           | 第四紀           |
| 新生代 | 第四紀                | 新第三紀 | 鮮新世 | ジェラシアン | 新第三紀         |
| 新生代 | 第三紀 （非公式用語） | 新第三紀 | 鮮新世 | 略           | 新第三紀         |
| 新生代 | 第三紀 （非公式用語） | 新第三紀 | 中新世 | 略           | 新第三紀         |
| 新生代 | 第三紀 （非公式用語） | 古第三紀 | 漸新世 | 略           | 古第三紀         |
| 新生代 | 第三紀 （非公式用語） | 古第三紀 | 始新世 | 略           | 古第三紀         |
| 新生代 | 第三紀 （非公式用語） | 古第三紀 | 暁新世 | 略           | 古第三紀         |

#### 2007年の提案
しかし、2005年の案は伝統的な階層構造と適合しないため、IUGSに拒否された。それに応じINQUAは、2007年5月、新しく次のような提案をし、ICSも承認した。
第四紀を亜代ではなく正式な紀とするが、範囲は2005年の提案と同じに広げる。それにともない、階層構造を維持するために、更新世も広げられる。つまり、従来、新第三紀鮮新世に含まれていたジェラシアンは、第四紀更新世に移される。
| 代     | 紀       | 世     | 期（一部）   | 以前の世（参考） | 以前の紀（参考） |
| ------ | -------- | ------ | ------------ | ---------------- | ---------------- |
| 新生代 | 第四紀   | 完新世 | 略           | 完新世           | 第四紀           |
| 新生代 | 第四紀   | 更新世 | 略           | 更新世           | 第四紀           |
| 新生代 | 第四紀   | 更新世 | ジェラシアン | 鮮新世           | 新第三紀         |
| 新生代 | 新第三紀 | 鮮新世 | 略           | 鮮新世           | 新第三紀         |
| 新生代 | 新第三紀 | 中新世 | 略           | 中新世           | 新第三紀         |
| 新生代 | 古第三紀 | 漸新世 | 略           | 漸新世           | 古第三紀         |
| 新生代 | 古第三紀 | 始新世 | 略           | 始新世           | 古第三紀         |
| 新生代 | 古第三紀 | 暁新世 | 略           | 暁新世           | 古第三紀         |

2008年の第33回万国地質学会議 (IGS) で調整が図られ、まもなく正式な結論が出ると見られている。

#### 第四紀の地位と定義の確立
2007年のINQUA提案と2008年のIGCでの討論会を受けて、ICSにおける議論と決定が急速に進んだ結果、2009年6月30日にIUGS執行委員会は新たな第四紀の定義を批准した。新しい定義では、
1. 更新世の下限をジェラシアンを含むように引き下げ、ジェラシアンの下限が定義されているモンテ・サン・ニコラGSSP（Global Boundary Stratotype Section and Point）によって定義する。
2. 第四紀と新第三紀の境界は、モンテ・サン・ニコラGSSPによって公式に定義される。すなわち、更新世及びジェラシアンの下限に一致する。
3. 以上の定義により、ジェラシアンを、鮮新世から更新世に移動する。

とされた。これにより第四紀の地位と定義に関わる問題は解決した。